# François Leroux
François Leroux (Sainte-Adèle, 18 de abril de 1970) é um ex-jogador de hóquei no gelo canadense.

## Carreira na NHL
Com 1,98 metro e 109 quilos, Leroux era um zagueiro considerado lento, mas físico e exclusivamente defensivo que acumulou 577 minutos de penalidades em sua carreira na NHL. Naquela liga ele defendeu Edmonton Oilers, Ottawa Senators, Pittsburgh Penguins, Colorado Avalanche e Phoenix Coyotes. Selecionado na primeira rodada pelos Oilers no recrutamento de 1988 (19.ª escolha geral), Leroux estreou com o time na NHL durante a temporada de 1988-89, atuando em duas partidas. Até 1993, ele dividiria sua carreira entre Edmonton e Cape Breton, onde se localizava o time das ligas menores a que os Oilers eram então afiliados. Leroux foi contratado na desistência pelos Senators em 6 de outubro de 1993 e defenderia o clube em 23 jogos antes de ser mandado para o time de baixo, o Prince Edward Island Senators, onde ele ficaria até o final da temporada de 1993-94.
Em 18 de janeiro de 1995, os Penguins selecionaram-no no recrutamento de desistência. Durante os playoffs da temporada de 1994-95, em partida disputada contra o Washington Capitals em 14 de maio, ele dominou o disco na prorrogação e partiu para o ataque, para surpresa de muitos e acabou com a assistência no gol da vitória, marcado por Luc Robitaille. "Eu me lembro de todos os jogadores e torcedores gritando: 'Não, Frankie, não!' Aí eu dei aquele passe perfeito para o Lucky, que marcou o gol. De repente, todo mundo estava gritando 'Sim, Frankie, sim!'." Em 26 de março de 1996 Leroux venceu uma briga com Tony Twist, do St. Louis Blues, então considerado o principal lutador da NHL. A torcida gostava dele porque, de acordo com o jornalista Dejan Kovacevic, do jornal Pittsburgh Post-Gazette, "ele não só usava seu grande corpo de uma maneira bastante física, como também claramente se esforçava bastante para acompanhar o ritmo da NHL". Já os adversários chegaram a reclamar de que ele se jogava quando recebia um tranco, para tentar enganar os árbitros.
Antes do início da temporada de 1997-98, em 28 de setembro de 1997, Leroux foi trocado para o Avalanche por uma escolha de terceira rodada no recrutamento de 1998. Sua passagem pelo Avalanche foi breve, com apenas 50 jogos em 1997-98, graças a uma contusão no ombro. Sem ofertas de contrato na NHL, ele ainda defenderia o Grand Rapids Griffins na finada International Hockey League e o Springfield Falcons, da American Hockey League. Em 2001-02, jogou na principal liga alemã defendendo o Berlin Capitals, mas a falência do time em março deixou-o sem contrato. Ele tentou ligar para os outros times alemães em busca de uma chance, mas não obteve resposta, e resolveu ligar para Craig Patrick, gerente geral dos Penguins, que foi quem o contratara em 1995. Depois de deixar um recado com a secretária de Patrick, recebeu uma ligação do dirigente meia hora depois, dizendo que poderiam arranjar alguma coisa. Os Penguins então voltaram a assinar contrato com ele em 16 de julho de 2002, desta vez com uma cláusula estipulando um salário menor quando ele estivesse no time de baixo, o Wilkes-Barre/Scranton Penguins já que a intenção era mantê-lo lá, o que ele aceitou de muito bom grado diante da falta de alternativas. "Eu não ligo", disse Leroux à época. "Vou ficar feliz de estar em Pittsburgh ou Wilkes-Barre ou em qualquer lugar. Depois do que passei, estou feliz com a chance." "Ele vai agregar liderança [aos Baby Penguins] e ainda dá um nível maior de agressividade", explicou Patrick.
Ele ficou em Wilkes-Barre por 57 jogos, antes de ser trocado para os Coyotes, em em 16 de março de 2003, numa negociação para cortar custos: ele foi junto com Jan Hrdina em troca de três jogadores, os atacantes Ramzi Abid e Guillaume Lefebvre e o defensor Dan Focht, considerados boas promessas. Leroux faria uma segunda parada em Springfield, então sede dos afiliados dos Coyotes na AHL, para suprir as ausências dos durões Darcy Hordichuk e Andrei Nazarov. Ele disputou seis jogos antes de anunciar sua aposentadoria da NHL, em 6 de setembro de 2003.

## Vida pós-NHL
Depois de pendurar os patins, Leroux passou a trabalhar com obras.
Em 2 de fevereiro de 2006 Leroux deixou a aposentadoria para defender o St. Jean Chiefs, da Ligue Nord-Américaine de Hockey (LNAH), conhecida por muitos como "a liga mais dura do mundo". Em doze jogos com os Chiefs, ele acumulou 42 minutos de penalidades, em um elenco que teve doze jogadores com mais de cem minutos. Em 21 de novembro de 2007 foi contratado pelo Wheeling Nailers, da ECHL.
Em 1 de agosto de 2008 o presidente da Mid-Atlantic Hockey League (MAHL), Andrew Haines, fez o anúncio de que Leroux assumiria o posto de comissário da liga. Entre suas funções como comissário estavam apresentar um programa semanal de rádio sobre a MAHL e representar a liga em jogos. Durou pouco, porém: a liga foi desativada em 23 de setembro do mesmo ano.

## Estatísticas
| 1987-88    | St. Jean Beavers               | QMJHL      | 58  | 3  | 8  | 11 | 143 | 7  | 0  | 2  | 2  | 21 |
| 1988-89    | St. Jean Beavers               | QMJHL      | 57  | 8  | 34 | 42 | 185 | -- | -- | -- | -- | -- |
| 1988-89    | Edmonton Oilers                | NHL        | 2   | 0  | 0  | 0  | 0   | -- | -- | -- | -- | -- |
| 1989-90    | Victoriaville Tigres           | QMJHL      | 54  | 4  | 33 | 37 | 160 | -- | -- | -- | -- | -- |
| 1989-90    | Edmonton Oilers                | NHL        | 3   | 0  | 1  | 1  | 0   | -- | -- | -- | -- | -- |
| 1990-91    | Cape Breton Oilers             | AHL        | 71  | 2  | 7  | 9  | 124 | 4  | 0  | 1  | 1  | 19 |
| 1990-91    | Edmonton Oilers                | NHL        | 1   | 0  | 2  | 2  | 0   | -- | -- | -- | -- | -- |
| 1991-92    | Cape Breton Oilers             | AHL        | 61  | 7  | 22 | 29 | 114 | 5  | 0  | 0  | 0  | 8  |
| 1991-92    | Edmonton Oilers                | NHL        | 4   | 0  | 0  | 0  | 7   | -- | -- | -- | -- | -- |
| 1992-93    | Cape Breton Oilers             | AHL        | 55  | 10 | 24 | 34 | 139 | 16 | 0  | 5  | 5  | 29 |
| 1992-93    | Edmonton Oilers                | NHL        | 1   | 0  | 0  | 0  | 4   | -- | -- | -- | -- | -- |
| 1993-94    | Prince Edward Island Senators  | AHL        | 25  | 4  | 6  | 10 | 52  | -- | -- | -- | -- | -- |
| 1993-94    | Ottawa Senators                | NHL        | 23  | 0  | 1  | 1  | 70  | -- | -- | -- | -- | -- |
| 1994-95    | Prince Edward Island Senators  | AHL        | 45  | 4  | 14 | 18 | 137 | -- | -- | -- | -- | -- |
| 1994-95    | Pittsburgh Penguins            | NHL        | 40  | 0  | 2  | 2  | 114 | 12 | 0  | 2  | 2  | 14 |
| 1995-96    | Pittsburgh Penguins            | NHL        | 66  | 2  | 9  | 11 | 161 | 18 | 1  | 1  | 2  | 20 |
| 1996-97    | Pittsburgh Penguins            | NHL        | 59  | 0  | 3  | 3  | 81  | 3  | 0  | 0  | 0  | 0  |
| 1997-98    | Colorado Avalanche             | NHL        | 50  | 1  | 2  | 3  | 140 | -- | -- | -- | -- | -- |
| 1998-99    | Grand Rapids Griffins          | IHL        | 13  | 1  | 1  | 2  | 22  | -- | -- | -- | -- | -- |
| 1999-00    | Springfield Falcons            | AHL        | 64  | 3  | 6  | 9  | 162 | 5  | 0  | 0  | 0  | 2  |
| 2000-01    | Springfield Falcons            | AHL        | 65  | 4  | 6  | 10 | 180 | -- | -- | -- | -- | -- |
| 2001-02    | Berlin Capitals                | DEL        | 56  | 1  | 10 | 11 | 110 | -- | -- | -- | -- | -- |
| 2002-03    | Wilkes-Barre/Scranton Penguins | AHL        | 57  | 1  | 3  | 4  | 124 | -- | -- | -- | -- | -- |
| 2002-03    | Springfield Falcons            | AHL        | 6   | 0  | 0  | 0  | 0   | 6  | 0  | 1  | 1  | 2  |
| 2006-07    | St. Jean Chiefs                | LNAH       | 12  | 0  | 0  | 0  | 42  | -- | -- | -- | -- | -- |
| 2007-08    | St. Jean Chiefs                | LNAH       | 20  | 0  | 3  | 3  | 74  | -- | -- | -- | -- | -- |
| 2007-08    | Wheeling Nailers               | ECHL       | 28  | 0  | 1  | 1  | 50  | -- | -- | -- | -- | -- |
| NHL Totals | NHL Totals                     | NHL Totals | 249 | 3  | 20 | 23 | 577 | 33 | 1  | 3  | 4  | 34 |